# Vasco Magrini
Vasco Magrini (Firenze, 1896 – Sarzana, 1961) è stato un aviatore italiano.

## Biografia
Vasco Magrini cominciò a volare da giovane, ottenendo il primo brevetto di pilota nell'aeroporto di Venaria Reale il 12 dicembre 1916, all'età di 20 anni. Con lo scoppio della Grande guerra, divenne pilota ed istruttore di volo militare, facendo parte delle prime squadriglie da caccia dell'Aeronautica Militare e mostrando ben presto le sue doti acrobatiche. Il 7 ottobre 1918, conseguì il brevetto di pilota collaudatore su un aereo Ansaldo S.V.A. a Ghedi, utilizzando "Nieuport", "Spad", "Caudron".
Magrini costruì a Firenze, nella zona di Campo di Marte, un hangar di legno che avrebbe potuto contenere tre aerei, tra cui un Caudron acquistato precedentemente. Con altri appassionati, diede vita al primo AeroClub fiorentino, effettuando prevalentemente voli turistici, lanci di volantini sulla città ed esibizioni acrobatiche. Magrini aderì al Partito Nazionale Fascista, a favore del quale effettuò anche dei voli propagandistici; il 3 aprile 1921 volò sui cieli di Firenze, di Campi Bisenzio, di Poggio a Caiano ed in altre zone per lanciare volantini propagandistici. Dopo aver bruscamente oscillato, il suo Caudron, avvolto dalle fiamme, si schiantò in località Brucianesi (Lastra a Signa); Magrini, benché ferito, riuscì ad uscirne e nonostante avesse subito gravi ustioni si prodigò per cercare di portare in salvo Luigi Pontecchi, ex ciclista e amico che viaggiava con lui, che invece era deceduto nell'impatto al suolo. La commissione d'inchiesta convocata per determinare le cause dell'incidente ipotizzò, tra le possibili cause, un colpo sparato da un contadino contrario al regime.

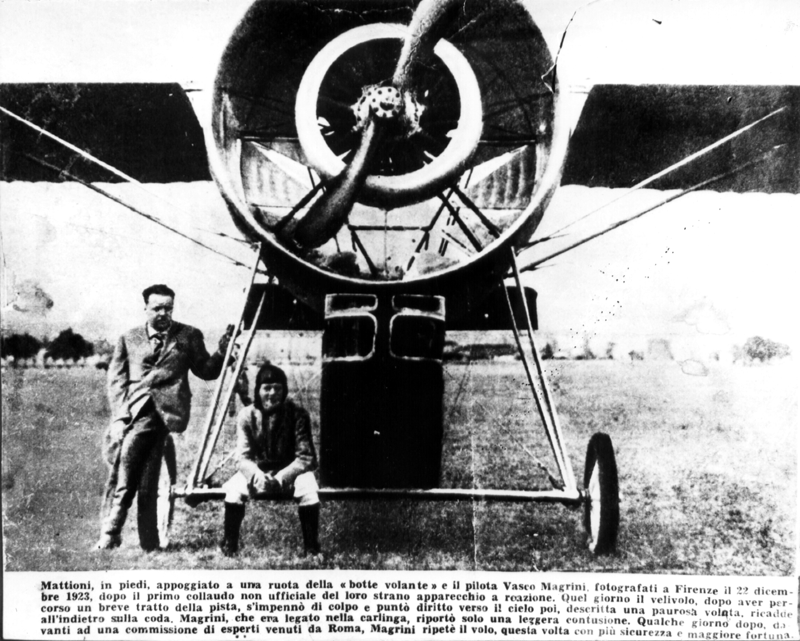
Mattioni e Magrini ai piedi dell'aereo botte

Il 29 dicembre 1929 fu il primo uomo a volare su un prototipo di aero, antesignano degli aerei reazione: l'Aereo botte di Mattioni a Campo di Marte a Firenze. Cosa che ripeté più volte fino ai primi mesi del 1924.
Il 13 settembre 1931, prima della partita Fiorentina – Admira Wacker, conclusa 1-0, che inaugurava il nuovo Stadio Giovanni Berta di Firenze lanciò il pallone del calcio d'inizio dal suo biplano "Ciabatta".
Durante la seconda guerra mondiale secondo alcuni resoconti non confermati abbatté undici aerei nemici, il che gli attribuirebbe il titolo di asso dell'aviazione italiana.
Nel dopoguerra aderì al Movimento Sociale Italiano.